# Enarmad bandit
- Övre vänster: Enarmade banditer i ett japanskt kasino.
- Övre höger: Digital slotmaskin som visar en vinstkombination.
- Undre vänster: Analog slotmaskin med hävarm.
- Undre höger: Enarmade banditer på rad i ett Las Vegas-kasino.

Enarmad bandit (av engelska: one-armed bandit) eller slotmaskin  (av engelska: slot machine) är en slags spelautomat där spelet går ut på att få flera stycken av samma symbol på en rad roterande hjul, vilket sätts igång av en hävarm på ena sidan av apparaten, eller i modern tid en panelknapp. Spelet startas genom en viss insättning av pengar från spelaren, varav de roterande hjulen börjar snurra. För var drag i hävarmen eller tryck på panelknappen stoppas ett hjul, varav utmaningen är att tajma stoppen så hjulen stannar på samma symbol. Om spelaren får rätt rada symboler vinner denna traditionellt en större summa pengar, varav utmaningen är att åstadkomma detta med en mindre insättningen av pengar för spelandet.
Enarmade banditer förekommer främst i kasinon, både i riktiga livet och på internet (se internetkasino), men även andra marknader har dem, såsom vissa restauranger.

## Etymologi
Namnet "enarmad bandit" är en översättning från engelska: one-armed bandit och syftar på automaternas traditionella hävarmen och att spelare ofta går med förlust, d.v.s. att automaterna är banditer som tar pengar av folk. Namnet myntades ursprungligen som ett skällsord av förlorare.
Begreppet "slotmaskin" är en anglicism av engelska: slot machine som betyder "myntöppningsmaskin" (slot = slidöppning) och härrör från maskinens ursprungliga myntöppningar för insättning och hämtning av mynt.

## Historik
Enarmade banditer uppfanns av amerikanen Charles Fey under slutet av 1800-talet i USA. De blev snabbt populära och är idag en stapel inom kasinobranschen. Av detta är de starkt förknippade med kasinostäder som Las Vegas.
I Sverige förbjöds enarmade banditer och liknande spelautomater 1 januari 1979, eftersom det ansågs ge upphov till sociala och ekonomiska problem. Däremot tilläts fortsättningsvis dessa automatspel ombord på kryssningar, där de fortfarande är vanliga på den internationella färjetrafiken. Liknande spelautomater har sedan 1996 återinförts i Sverige under varumärket Jack Vegas, dock med bildskärm och knappar.

## Konstruktion
En enarmad bandit är konstruerad så att den i genomsnitt alltid skall ge vinst till ägaren. Över tid kan man alltså inte räkna med vinna över en bandit. En enarmad bandit har alltid ett så kallat RTP-värde, vilket står för Return To Player. Detta värde avser medelvärdet för utbetalningar på ett visst spel. Som regel ligger RTP på enarmade banditer på 90-98%, vilket gör att kasinot alltid vinner i längden.

### Ärliga och riggade
Det finns i huvudsak två typer av banditer, ärliga och riggade. En ärlig bandit ger ägaren vinst genom att den i genomsnitt ger något mindre tillbaka än vad den får in men det är inte helt säkert att det verkligen blir så vid ett givet tillfälle. Det är helt och hållet slumpen som avgör vinstutfallet på kort sikt.
En riggad bandit lägger alltid undan en viss del av inkomsterna eller är programmerad så att den alltid ger vinst till ägaren. På kasinon är det vanligt att flera maskiner är sammankopplade i nätverk där de kontrolleras från en central plats. Dessa maskiner brukar kunna ge super-jackpottar där en liten del från varje nätverkskopplad bandit bidrar till en jättestor vinst som faller ut extremt sällan.

### Mekanik
När det gäller teknisk implementation kan dedikerade renodlade maskinerna delas upp i tre kategorier: Mekaniska, elektromekaniska och elektroniska.
I en mekanisk och elektromekanisk maskin består slumpgeneratorn av tre eller fyra skivor med kuggar på. När spelaren drar i spaken dras ett urverk igång och skivorna sätts i snurr. Ett litet stopphjul för varje skiva stoppar dessa ett i taget tills alla står stilla på en viss symbol. När urverket har gått tillbaka till ursprungsläget ansätts ett antal ryttare mot skivorna och om någon av dessa går igenom förborrade hål i dessa så utfaller vinst. Vinstens storlek bestäms av vilken av ryttarna som ansätts.
I elektroniska maskiner styrs hjulen istället av elektriska motorer som stoppar hjulen på avsett ställe. Elektroniken bestämmer vad utfallet skall bli och betalar ut eventuell vinst.